# Super Puzzle Fighter II Turbo
 Super Puzzle Fighter II Turbo, lançado no Japão como Super Puzzle Fighter II X (japonês: スーパーパズルファイターII X), é um jogo puzzle que pode ser jogado com até dois jogadores simultâneos, lançado pela primeira vez em 1996 pela Capcom sobre o sistema de arcade CPS II. O seu título é uma paródia de Super Street Fighter II Turbo, uma vez que não havia outros jogos de Puzzle Fighter na época, com músicas e uma interface parodiando Street Fighter Alpha e Darkstalkers.
Uma versão em alta definição intitulada  Super Puzzle Fighter II Turbo HD Remix  está disponível na Xbox Live Arcade da Microsoft e na  PlayStation Network da Sony. Um sucessor, o Puzzle Fighter, foi lançado para dispositivos móveis em 2017.

## Personagens
Todos os personagens abaixo são das séries já citadas Street Fighter e Darkstalkers, possuindo uma só exceção: Devilot da série Cyberbots: Full Metal Madness.
| Personagem        | Origem                                 |
| ----------------- | -------------------------------------- |
| Akuma¹            | Super Street Fighter II Turbo          |
| Anita¹            | Night Warriors - Darkstalkers' Revenge |
| Chun-Li           | Street Fighter II                      |
| Dan Hibiki¹       | Street Fighter Alpha                   |
| Devilot¹          | Cyberbots: Full Metal Madness          |
| Donovan¹          | Night Warriors - Darkstalkers' Revenge |
| Felicia           | Darkstalkers                           |
| Hsien-Ko          | Darkstalkers                           |
| Ken Masters       | Street Fighter                         |
| Mei-ling¹         | Darkstalkers                           |
| Morrigan Aensland | Darkstalkers                           |
| Ryu               | Street Fighter                         |
| Sakura Kasugano   | Street Fighter Alpha 2                 |

¹ - Secreto.

## Super Puzzle Fighter II Turbo HD Remix
É uma versão do jogo feita para Xbox360 e PlayStation 3, esta versão é para ser baixada (via Xbox Live Arcade e via PlayStation Network) e jogada diretamente no console.
A versão ganhou gráficos atualizados e em alta definição. Cada uma das quatro cores das pedras foram associados a um elemento uma nova animação. Planos de fundo e personagens foram totalmente redesenhados.
Esta versão pode ser jogada por até quatro jogadores simultâneos e possui novos modos de jogo: como o Modo Espectador, capacidade de jogar online, e um ranking online.